# Pętla Północna Tongariro
Pętla Północna Tongariro (ang. Tongariro Northern Circuit) – szlak turystyczny w Parku Narodowym Tongariro (Nowa Zelandia). Ze względu na wyjątkowe walory krajoznawcze i ponadprzeciętne przygotowanie bazy turystycznej wzdłuż jego trasy, szlak został włączony przez Department of Conservation do grupy Wielkich Szlaków.
Szlak ma długość 50 kilometrów, a cztery schroniska zlokalizowane są optymalnie, by dystans ten przebyć w 3–4 dni. Główna część szlaku to pętla dookoła czynnego wulkanu Ngauruhoe z widokami na kratery. Trasa wiedzie głównie przez otwarty teren pozbawiony roślinności większej niż trawy i porosty. Teren wzdłuż szlaku charakteryzuje się dużą zmiennością pogody.